# Characidium etheostoma
Characidium etheostoma är en fiskart som beskrevs av Cope 1872. Characidium etheostoma ingår i släktet Characidium och familjen Crenuchidae. Inga underarter finns listade i Catalogue of Life.